# 滚兔岭遗址
滚兔岭遗址位于黑龙江省双鸭山市集贤县福利镇福兴村东南的滚兔岭上。遗址所代表的文化被称作滚兔岭文化。由东、西两座小城组成。
1999年1月10日，被黑龙江省人民政府列入第四批黑龙江省文物保护单位。亦是第五批全国重点文物保护单位——三江平原汉魏时期遗址的一部份。